# Pablo Blanco Acevedo
Pablo Blanco Acevedo (Montevideo, 23 de agosto de 1880 - 30 de noviembre de 1935) fue un abogado, historiador y político uruguayo perteneciente al Partido Colorado.

## Biografía
Hijo de Juan Carlos Blanco Fernández y de Luisa Acevedo Vásquez, varios miembros de su familia tuvieron destacada actuación política, como por ejemplo sus hermanos Eduardo, Juan Carlos y Daniel. Se casó con Rosina Pérez Butler.
Se graduó como abogado en la Universidad de la República. Se destacó como profesor de Derecho constitucional y de Historia Americana y Nacional.
Fundó el Instituto Histórico y Geográfico del Uruguay en su segunda época (1915).
Entre 1913 y 1926, fue cinco veces diputado en representación del Partido Colorado; representó sucesivamente a los departamentos de Paysandú, Montevideo y Treinta y Tres.
Ministro de Instrucción Pública y Justicia en 1922-1924.
Historiador de nota, publicó numerosas obras de consulta.
Durante la presidencia de Baltasar Brum, se le confió dictaminar el momento de inicio de la independencia nacional, que en fundamentado informe dictaminó: 25 de agosto de 1825.